# Mijo Gorski
Mijo Gorski (Gora Veternička, 17. rujna 1952.) prelat je Katoličke Crkve i pomoćni biskup zagrebački.

## Životopis
Rođen je u Gori Veterničkoj u Hrvatskom zagorju kao sedmo dijete u obitelji. Pohađao je Nadbiskupijsku klasičnu gimnaziju u Zagrebu, a diplomirao na Katoličko-bogoslovnom fakultetu u Zagrebu 1977. godine. Za svećenika je zaređen 26. lipnja 1977.
Župni vikar bio je u Vrbovcu 1978. i 1979. te od 1979. do 1982. u Župi sv. Blaža u Zagrebu. Kao župnik bio je na službi u Župi sv. Mateja u zagrebačkom naselju Dugave od 1982. do 1997., u Župi sv. Anastazije u Samoboru 1997. i 1998., a od 1999. do 2002. u Župi sv. Blaža u Zagrebu. Obnašao je i službe biskupijskog vikara za Zagreb te arhiđakona Katedralnog arhiđakonata. Od 2002. do 2008. bio je rektor Nadbiskupijskog sjemeništa u Zagrebu, a 2008. imenovan je kanonikom Prvostolnog kaptola zagrebačkog i ravnateljem Nadbiskupijske ustanove za uzdržavanje klera i drugih crkvenih službenika. 
Sveti Otac Benedikt XVI. imenovao ga je 3. svibnja 2010. pomoćnim biskupom zagrebačkim i naslovnim biskupom Epidauruma (Cavtata).
Na blagdan sv. Tome Apostola, u zagrebačkoj prvostolnici, 3. srpnja 2010. nadbiskup zagrebački kardinal Josip Bozanić zaredio ga je za novoga pomoćnog biskupa zagrebačkog.
Biskupsko geslo msgr. Gorskog glasi "Gospodin moj i Bog moj" (Iv 20,28).

## Vanjske poveznice
Mrežna mjesta
- Mons. Mijo Gorski, životopis na stranicama Zagrebačke nadbiskupije
- Marijana Mioč, Biskupsko ređenje novoga pomoćnog zagrebačkog biskupa mons. Mije Gorskog, Spectrum 1-4/2009.
- Propovijed mons. Gorskoga na župnu svetkovinu sv. Leopolda u Dubravi, ika.hkm.hr, 13. svibnja 2021.